# 도노정 (후쿠시마현)
도노정(遠野町)은 후쿠시마현 이와키군에 있던 정이다. 1966년 10월 1일 도노정 등 14개 시·정·촌이 합병하여 이와키시가 신설되고 폐지되었다.
도노정은 이와키시 남서부에 위치하고 있으며, 면적의 대부분을 산지가 차지하고 있다. 도노정이 합병 이전에는 가미토노정과 이리오노정으로 이루어져 있으며, 가미토노는 평야부에 가깝고 이리오노는 가미토노보다 약간 높은 산지여서 기후가 약간 다르다. 
마을에는 고사이쇼 가도가 지나고 있어, 가미오노 지구는 예로부터 가도의 교역지로 번성했다. 

## 역사
- 1889년 - 가미토노촌, 후카야마다촌, 네기시촌, 다키촌, 가미네모토촌, 이리오노촌, 오히라촌이 합병해 이리오노촌이 되었다.
- 1955년 - 가미토노촌과 이리오노촌이 합병, 정으로 승격해 도노정이 되었다.
- 1966년 10월 1일 - 다이라시, 우치고시, 이와키시, 나코소시, 조반시, 이와키군 요쓰쿠라정, 도노정, 오가와정, 요시마촌, 미와촌, 다비토촌, 가와마에촌, 후타바군 히사노하마정, 오히사촌 등 14개 시·정·촌(5시 4정 5촌)이 합병하여 이와키시가 신설되고 폐지되었다.

## 교통
도노정 지역에는 철도 노선이 지나지 않고, 고속도로나 국도 등도 지나지 않는다. 